# Fugue
Pour les articles homonymes, voir Fugue (homonymie).

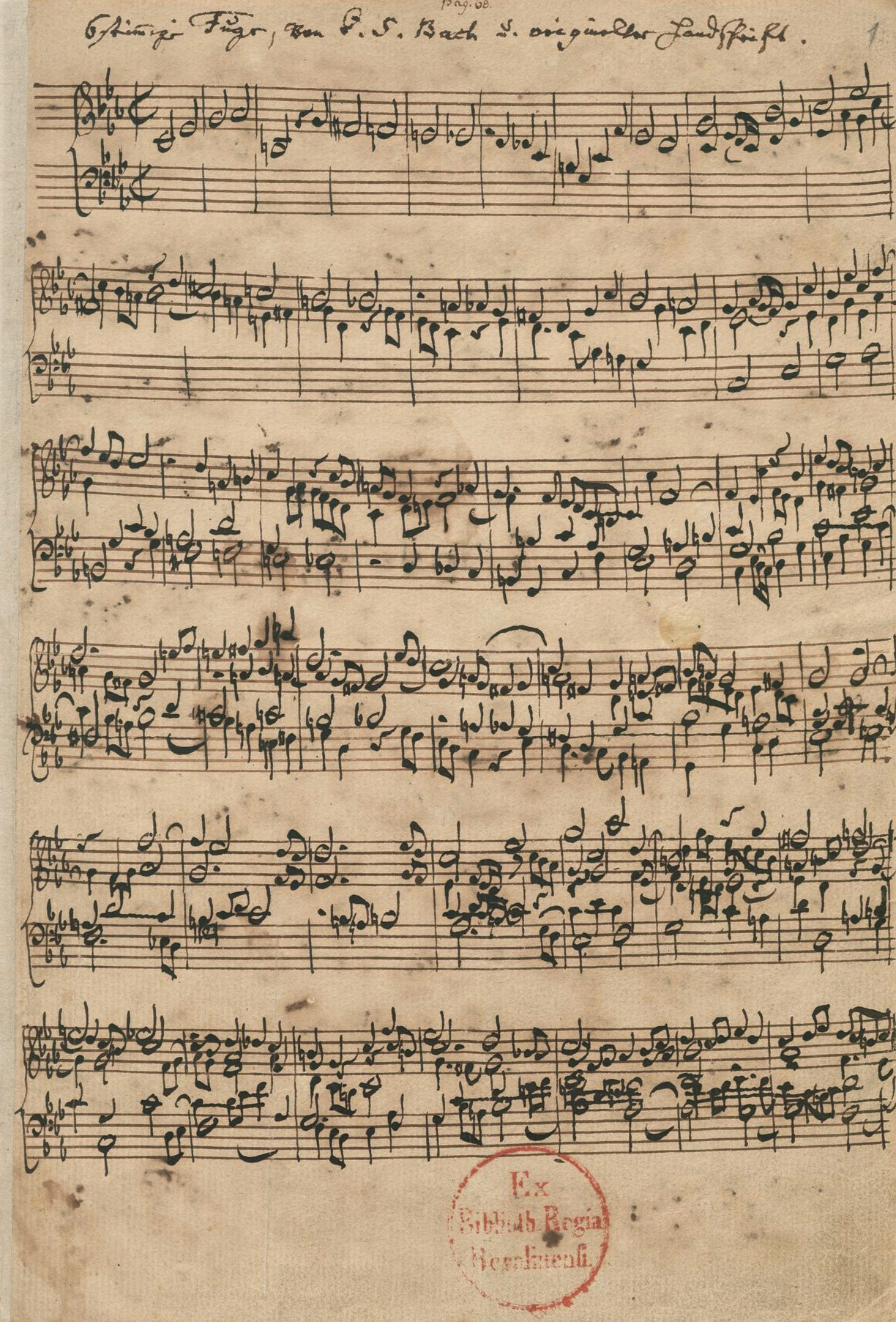
Le début du ricercare a 6, extrait de L'Offrande musicale (manuscrit autographe de Jean-Sébastien Bach). Cette fugue à six voix représente un sommet de complexité contrapuntique.

Une fugue est une technique d'écriture musicale, née au XVIIe siècle, du nom de « fuga » (du latin : fugere, « fuir »), une composition entièrement fondée sur ce procédé : « fuir », parce que l'auditeur a l'impression que le thème ou sujet de la fugue fuit d'une voix à l'autre. C’est une forme de composition parmi les plus exigeantes, exploitant les ressources du contrepoint et le principe de l'imitation.
La fugue est caractérisée en son début, le plus souvent, par l'entrée successive des voix requises, par l'alternance régulière du sujet et de sa réponse, dans une section appelée exposition. Le sujet (parfois déjà organisme complexe et constitué d'une tête, d'un corps et d'une terminaison) est la base intime de la construction qu'il engendre. Selon sa nature (diatonique, chromatique, conjoint, disjoint, bref ou long), le résultat peut être très différent (simple, virtuose, dramatique, solennel…) ; propice ou non à des effets (strettes, renversements, diminutions, augmentations, à reculons). Il peut apparaître également un second élément thématique appelé contre-sujet et bien plus rarement encore, plusieurs sujets ou contre-sujets (double ou triple fugue). Une fugue peut avoir de deux à une multitude de voix, mais en général trois ou quatre. Six voix paraissant être la limite de l'écriture au clavier, comme dans L'Offrande musicale. Le nombre de voix est constant jusqu'à la fin, mais certaines voix peuvent être muettes pendant plusieurs mesures. Au long de la fugue alternent des sections en contrepoint strict (exposition, réexposition), avec des sections en contrepoints libres, appelés divertissements ou épisodes. Le nom des fugues expose la tonalité et le nombre de voix : « Fugue en la mineur, à quatre voix ».
Une fughetta (terme apparu dans la première moitié du XVIIIe siècle), est une fugue de petite dimension, courte ou simple. Chez les compositeurs français elle est nommée fuguette et fughette chez les allemands. Voir par exemple, la 24e variation des Variations Diabelli de Beethoven.
Distinct, le fugato est une section d'écriture fuguée qui utilise plus ou moins rigoureusement le procédé d'écriture de la fugue. Il se rencontre dans d'autres formes à l'écriture harmonique, notamment dans le développement de la forme sonate (sonate, symphonies, etc.). Le terme équivalent est « style fugué ». Le deuxième mouvement de la Sonate op. 33 d'Alkan, est un fugato comportant exceptionnellement six voix.
La pratique de la fugue nécessite une maîtrise solide des techniques d'écriture musicale et en particulier du contrepoint. Musiciens et musicologues considèrent généralement que les nombreuses fugues écrites par Jean-Sébastien Bach en sont le modèle insurpassable. Néanmoins, de nombreux compositeurs, y compris les grands romantiques, ont pratiqué avec succès la fugue.

## Naissance et histoire

### Procédé spontané: l'imitation

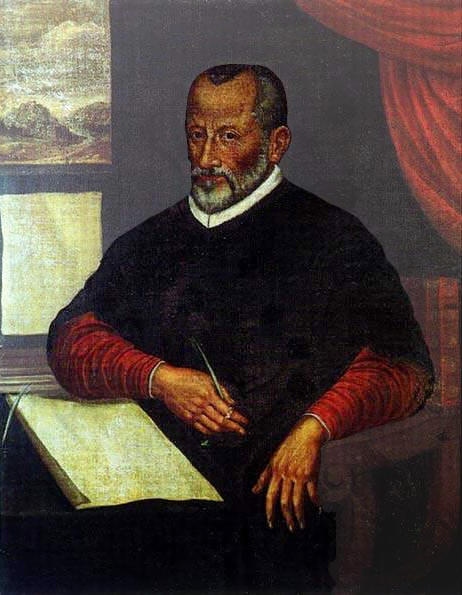
Giovanni Pierluigi da Palestrina.

L'imitation, comme le contrepoint, a une origine médiévale et vocale. L'imitation est un procédé utilisé spontanément par les chanteurs improvisant en groupe, comme on peut encore aujourd'hui l'observer, par exemple, dans les negro spirituals où le chœur répète le refrain des dernières notes du chanteur.
En tant que procédé d'écriture, c'est la répétition par une voix d'un fragment mélodique exécuté préalablement par une autre voix. Le fragment exécuté en premier est dit « antécédent », sa reproduction (imitation) le « conséquent ». L'imitation est dite « régulière » lorsque le conséquent est identique à l'antécédent. Le conséquent peut être transposé, resserré (« strette », lorsque l'imitation commence avant que l'exécution de l'antécédent ne soit terminée), diminué, augmenté, etc.
Les messes de Palestrina, l'un des grands maîtres du contrepoint vocal, nous donnent les exemples les plus riches et les plus savants d'écriture en imitation.

### Le canon
Le canon est inextricablement lié à l'histoire de la fugue. Le canon est une imitation qui suit l'antécédent en le chevauchant, c'est une forme aboutie de la strette. Le plus simple et le plus connu étant le canon à l'octave du type « Frère Jacques ». Le canon s'est pratiqué de tout temps depuis la fin du Moyen Âge, d'abord à l'unisson ou à l'octave, puis avec Francesco Landini et Johannes Ciconia à la quinte, ce qui nécessite un contrôle subtil des hauteurs.
Le Deo Gratias d'Ockeghem, à trente-six voix, est l'un des plus ambitieux canons de tous les temps, « qui lui valut une extraordinaire réputation de sorcier du contrepoint ». Bach en donne des exemples très savants dans L'Art de la fugue (Die Kunst der Fuge). Au XXe siècle, le compositeur de jazz américain Louis Hardin (dit « Moondog »), est l'auteur d'un nombre impressionnant de canons à trois, quatre voix ou plus, dans lesquels il fait preuve d'une grande science d'écriture et d'une grande invention rythmique.
Le canon nécessite la maîtrise d'une technique fort difficile, le « contrepoint renversable », indispensable à la composition de fugues. On appelle contrepoint renversable une mélodie dont l'accompagnement peut être écrit, sans inconvénient ni incorrection, indifféremment au-dessous ou au-dessus de cette mélodie, c'est-à-dire pour une fugue, en inversant la disposition des voix. C'est ce procédé qui permet la réalisation des contre-sujets de fugue. Il existe des contrepoints renversables à deux, trois et quatre voix, la difficulté croissant avec le nombre de voix. On ne peut utiliser que trois types d'accord, l'accord parfait sans quinte, l'accord de sixte sans quinte et l'accord de triton[réf. souhaitée]. Mozart, dans le Finale de sa symphonie « Jupiter », propose un exemple particulièrement acrobatique de contrepoint renversable à cinq voix.
Historiquement, le processus canonique prend plusieurs noms : dès le XIIIe siècle avec le Rondellus (échange des voix) ou la Rota (l'entrée des voix est simplement différente), puis caccia en Italie, chasse en France au XIVe siècle, puis le catch et le Round anglais à partir du XVIe siècle. Dès le XVe siècle, la Chace tombe en désuétude et le mot fugue désigne alors toute la pièce, comme les fugues de Oswald von Wolkenstein. Au même moment cependant, le terme recouvre d'autres acceptions, ne désignant pas la pièce, mais les voix canoniques, c'est-à-dire désigne le procédé de composition lui-même, comme Johannes Tinctoris dans son dictionnaire de termes musicaux écrit vers 1472 : le musicien a su à rendre la qualité les parties vocales identiques. Ce que met en œuvre Josquin des Prés dans sa Missa ad fugam, littéralement « messe au moyen de la fugue » et entièrement basées sur des canons (le superius et le tenor marchent en canon à la quinte d'un bout à l'autre) et publiée par Petrucci dans le troisième volume des messes de Josquin en 1514. Un autre exemple se trouve chez son confrère Marbrianus de Orto, à laquelle celle de Josquin semble rattachée.

### Vers la fugue proprement dite: motet, ricercare, canzone, fantaisie
Deux formes fuguées provenant de l'imitation de modèles vocaux, « constituent le noyau de la musique instrumentale de cette époque et sont à l'origine de la fugue et de la sonate ». Il s'agit du ricercare et de la canzone ; le premier hérité du motet latin et l’autre de la chanson française.
L'ancêtre réel de la fugue est la canzona (souvent au XVIIe siècle synonyme de fugue), dont on voit de nombreux exemples sous la plume de Palestrina, Frescobaldi et Battiferri.
La fugue peut être considérée comme naissant avec « l'instrumentalisation » du ricercare (Sweelinck, Girolamo Frescobaldi et Samuel Scheidt dans son Tabulatura Nova, 1624 en sont les meilleurs exemples), du motet, des chansons (canzoni) ou madrigaux ; les transcriptions pour instruments à clavier de ces pièces vocales (messes, des cantates, etc.) ont ainsi été l'un des éléments de maturation de la fugue. La fugue devient à partir du XVIIe siècle une véritable forme musicale — au même titre que la sonate — si bien que vers le milieu du siècle, l'essentiel des caractéristiques de la fugue classique, telle que nous la connaissons aujourd'hui, sont en place et s'intègrent dans tous les genres musicaux et toutes les régions d'Europe.
En France, si la fugue comme procédé d'écriture n'est pas ignorée des compositeurs de cette époque, les pièces désignées comme « fugue » — parfois comme « fugue grave » —— n'atteignent ni la durée ni l'élaboration de celles composées en Allemagne par leurs contemporains. Elles sont présentes surtout dans les livres publiés par plusieurs organistes du siècle de Louis XIV : Jean-Henri d'Anglebert, Guillaume-Gabriel Nivers, Nicolas Lebègue, Jacques Boyvin, Gilles Jullien, André Raison, etc. ainsi que dans l'œuvre, restée manuscrite, de Louis Couperin. Toutefois, au clavecin, peu d'entre eux la désignent comme telle, avec quelques exceptions, tels François Roberday (« Fugues et caprices » en 1660, également destinées à l'orgue) ou Pierre Février, bien plus tard (1734).
Situé entre ses prédécesseurs et le Bach du Clavier bien tempéré, Dietrich Buxtehude (1637-1707), le « Maître de Lübeck », dont certaines fugues ont été attribuées par erreur à Bach est un auteur charnière et parmi les plus importants. Ce grand virtuose, pour l'écoute duquel on traversait l'Allemagne (comme  Bach le fit, avec pour conséquence de manquer trop longtemps à certaines de ses charges, mais également Haendel et son ami Mattheson), a précédé celui-ci dans la fantaisie, l'audace harmonique, l'aisance et la créativité improvisatrice. Néanmoins, la forme de ses fugues présente encore certains archaïsmes alors qu'il est encore sous l'influence de Sweelinck et Froberger : la fugue étant confondue avec la Canzone (BuxWV 175, 176 et 225) et présenté par le titre de Præludium ou ses dérivés (præambulum, preludio), désignant des « pièces multisectionnelles » (trois épisodes contrastés — BuxWV 137 — quatre — BuxWV 152, 153 et 158 à deux fugatos — ou neuf œuvres à cinq, dont le BuxWV 136 qui s'achève sur la seconde fugue) ; mais son évolution estompe ces marques dans les dernières années de maturité (BuxWV 145, 157) et épure son style et « autonomise peu à peu les éléments de son discours », outre l'usage d'un tempérament plus égal à l'orgue après 1683 (BuxWV 146 en fa  mineur, à deux fugatos ; BuxWV 149). Mais seul Bach donne plus tard à la fugue son caractère d'œuvre en soi et son développement : un épisode fugué chez Buxtehude ne durant que quelques dizaines de secondes, pour sept à huit minutes chez Bach.
La fugue dans sa forme conventionnelle actuelle, c'est-à-dire telle que l'a léguée Bach, est en soi la résolution d'un problème de structure et de cohérence non résolu par les formes préexistantes. Le ricercare, le motet et d'autres formes anciennes souffraient d'un manque d'unité que la fugue, au sens moderne du mot, résout par une architecture aboutie, dont Bach est considéré comme ayant définitivement fixé le cadre.

### Âge d'or: le début duXVIIIesiècle

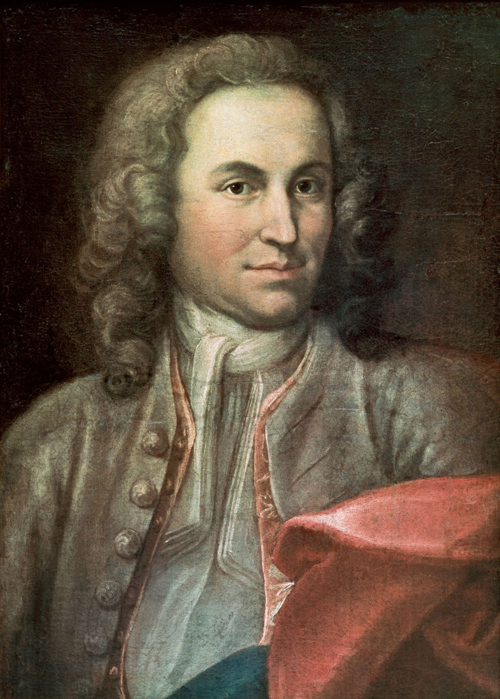
Jean-Sébastien Bach est considéré comme un maître de la fugue.

En 1739, Johann Mattheson donne cette définition de la fugue :

« Chaque voix s’envole l’une devant l’autre, et cette fuite se poursuit d’une manière plaisante jusqu’à ce que les voix se rencontrent et se comparent amicalement. »

Jean-Sébastien Bach a utilisé la fugue dans une part importante de ses œuvres. Le Clavier bien tempéré offre des modèles accomplis de la fugue pour instrument à clavier, tout comme ses fugues pour l'orgue. Ses fugues de dimensions  monumentales, comme le Kyrie de Messe en si, ou le Finale du Concerto Brandebourgeois n° 5 sont des modèles qu'aucun romantique n'ignora. Les fugues ou fugatos sont par ailleurs très nombreux dans l'immense catalogue des Cantates (Ich hatte viel Bekümmernis, BWV 21…). Ses œuvres savantes, sorte de mise en pratique de la théorie naissante, L'Offrande musicale et L'Art de la fugue, fournissent une base solide à qui entreprend l'étude approfondie de la science du contrepoint.
Jacques Chailley résume d'une phrase ce qu'apporte Bach : « ce dernier maître a porté la fugue à un tel degré de développement que c'est toujours à lui qu'on se réfère pour définir le genre à son apogée. » Exemple de cette prédominance : l'article « Fugue » du Dictionnaire de la musique, de Marc Honegger, comporte huit exemples, tous empruntés à Bach. « La maîtrise de Bach dans le domaine de la fugue se manifeste sur tous les plans, tant en ce qui concerne le profil thématique que l'unité de la forme et l'équilibre, inégalé, entre les aspects linéaires et harmoniques ». Enfin dans le traité de Charles Koechlin mentionné plus haut, l'auteur ne puise pas moins de 236 exemples dans les deux cahiers du Clavier bien tempéré, pour les commenter.

### Fin duXVIIIesiècle
Les fugues de Bach — au moins celles du Clavier bien tempéré — n'ont cessé d'inspirer ses successeurs, au premier rang desquels Mozart, littéralement confronté à une crise créatrice majeure, consécutive à sa découverte du maître de Leipzig (notamment les Motets) alors que le cantor était tombé dans un relatif oubli. En témoignent d'ailleurs certaines de ses compositions en hommage au « vieux Bach » (comme on disait alors avec affection pour le distinguer de ses fils, également compositeurs, et alors plus connus que lui, notamment Carl Philipp Emanuel, contemporain et ami de Mozart), et qui se présentent explicitement comme de véritables « exercices d'imitation » ou de réécriture du maître : par exemple les Adagios et Fugues pour trio à cordes, sous-titrés « après fugues de Jean-Sébastien Bach » K.404a, lesquels sont parfois aussi titrés Arrangements de six préludes et fugues de Johann Sebastian Bach et Wilhelm Friedemann Bach, ou encore l’Adagio et fugue en do mineur pour quatuor à cordes K.546. De même, bien que Mozart fût déjà en pleine possession de son génie, le savoir du grand maître transparaît dans ses œuvres ultérieures, comme le Requiem ou la Symphonie Jupiter (le finale est une fugue en contrepoint renversable).
Beethoven nʼignorait rien du Clavier bien tempéré,,,,, et parvient même, parfois, à dépasser Bach en complexité : le deuxième mouvement de la neuvième symphonie n'est qu'une vaste fugue aux dimensions titanesques, tout comme celle qui intervient après le chœur « Wie ein Held Zum Siegen » dans le quatrième mouvement (la célèbre interprétation électronique de Wendy Carlos, réalisée en 1971 pour le film Orange mécanique, permet de percevoir avec une grande précision tout le contrepoint de ce sommet de la fugue orchestrale). La double fugue de la Marche funèbre de la Troisième Symphonie « Héroïque » est le sommet de ce mouvement : terrifiante, inexorable, exprimant un désespoir profond. La Grande Fugue op. 133, pour quatuor à cordes, illustre brillamment la forme. La fugue a été également pratiquée par Beethoven avec maîtrise dans plusieurs de ses sonates (le finale de la sonate Hammerklavier, op. 106 est une magistrale fugue à trois voix et l'opus 110).

### Romantisme
Mendelssohn sera l'un des plus ardents thuriféraires de Bach, dont il aura le privilège de contribuer à refaire connaître et vivre l'œuvre. Certaines de ses propres pages en sont imprégnées, comme les chorals de Paulus (1836) plongeant à la perfection leurs racines dans l’œuvre du maître. Schubert pratique souvent la variation fuguée des thèmes principaux de ses œuvres, remarquable par son intensité dramatique, par exemple dans sa célèbre Fantaisie en fa mineur D.940 pour piano à quatre mains ou la Fantaisie Wanderer.
Les plus grands romantiques allemands, notamment Brahms (Requiem allemand) et Wagner, pratiqueront la fugue comme un savoir indispensable à la liberté d'écriture et à la maîtrise du contrepoint. Le jeune Wagner, pour rendre hommage à la 41e symphonie de Mozart, termina son unique symphonie par une fugue. Plus tard dans ses opéras (notamment les Maîtres-chanteurs (Meistersinger) et Parsifal), Wagner prouvera que le contrepoint n'avait pas de secret pour lui. Anton Bruckner conclut sa cinquième symphonie par une fugue monumentale à plusieurs sujets et en avait largement esquissé une autre pour le final de la neuvième symphonie, restée inachevée.
Gustav Mahler avait une admiration sans bornes pour le maître de Leipzig : « Bach m'apprend tous les jours quelque chose de nouveau […] Si seulement j'avais le temps de me plonger dans cet enseignement, le plus élevé de tous ». Il prouva de façon spectaculaire qu'il maîtrisait l'art de la fugue : le « Veni Creator Spiritus », premier mouvement de la gigantesque Huitième Symphonie « des Mille », comporte dans la dernière partie du développement — le mouvement suit globalement la forme-sonate — une monumentale double fugue chantée par trois chœurs et orchestre renforcé ; citons enfin le finale de la Cinquième Symphonie et surtout le Rondo-Burleske, troisième mouvement de la Neuvième Symphonie qui est un fugato perpétuel à mouvement rapide (Allegro assai). Mahler fait ici à la fois une fugue magistrale et une parodie de celle-ci.

### XXesiècle
La fugue entre dans le XXe siècle par la grande porte avec un successeur moderne de Bach, Max Reger,, qui jouit d'un prestige considérable en Europe centrale, où son œuvre très abondante a eu une forte influence sur ses contemporains, dont Schönberg. Richard Strauss s'en sert dans le final de sa Sinfonia Domestica (1902).
Heinrich Kaminski (1886–1946), qui jouissait lui aussi à son époque d'une très grande réputation, conclut son quintette à deux altos par une fugue dont les développements en variations et les dimensions présentent beaucoup de similitudes avec la Grande Fugue de Beethoven.
Bien qu'il la maîtrisât parfaitement dans sa jeunesse encore tonale (les chœurs à la fin des monumentaux Gurre-Lieder en sont la preuve), Arnold Schönberg voulut libérer la fugue de ses contraintes tonales,, ce qui peut être considéré avec une certaine réticence, comme le relève le musicologue Charles Rosen. En effet, sans les règles qui en font un exercice où la « liberté ne s'acquiert que dans la servitude », sans pivots harmoniques, sans accords, sans intervalles contrôlés, le terme de fugue peut perdre en partie son sens. Ernest Ansermet évoque précisément cette perte du sens dans un de ses essais. Après avoir cité un passage d'un essai du compositeur, il dit (parlant de Schönberg) : « […] raisonnant dans l'abstrait, il absolutise l'imitation en supprimant d'une part les relations tonales qui lui donnent un sens, et d'autre part, en en étendant le principe à l'imitation par renversement qui, dans les grandes dimensions, n'est pas toujours reconnaissable par l'oreille, et l'imitation par récurrence qui ne l'est pas du tout sitôt qu'il s'agit d'une structure d'une certaine étendue. » Ce que ne dément pas Henry Barraud lorsqu'il écrit : « Cette logique de la polyphonie dodécaphonique est plus austère que celle du contrepoint tonal, parce que l'anéantissement des notions même de consonance et de dissonance en fait une syntaxe beaucoup plus abstraite. »
Autre compositeur préoccupé par la filiation avec le langage naturel de Bach, Paul Hindemith, qui écrit en 1942, Ludus Tonalis pour piano, où douze fugues sont reliées par des interludes qu'encadrent au début un prélude et un postlude final.
Béla Bartók, dans le premier mouvement de sa Musique pour cordes, percussion et célesta propose une véritable fugue pour cordes, dont les entrées sont clairement perceptibles, ainsi qu'un vrai développement, alors même que les fonctions tonales y sont très fortement élargies. Le compositeur a su exploiter le caractère répétitif de la fugue, qui permet ici à l'auditeur de mémoriser un sujet relativement complexe par son extrême chromatisme. Béla Bartók composa également une fugue comme deuxième mouvement de sa sonate pour violon seul. Le final de son Divertimento pour cordes comprend également des passages fugués.
Exemple : le sujet de la fugue du premier mouvement de la Musique pour cordes, percussion et célesta de Béla Bartók, énoncé aux altos avec sourdine.
Bien qu'Henri Dutilleux rapporte que, lorsqu'un compositeur attaque une fugue en cours de développement « c'est qu'il est en bout de souffle », la fugue se pratique encore vers de nouvelles directions dans le Scherzo de la Sonate de Paul Dukas, Le Tombeau de Couperin de Maurice Ravel, le Finale du Concerto pour deux pianos de Stravinsky.
À la suite des commémorations, à Leipzig, du 200e anniversaire de la mort de Bach, en hommage au maître, Chostakovitch composa les Vingt-quatre préludes et fugues, avec pour dédicataire Tatiana Nikolaïeva, connue pour ses interprétations de Bach (et lauréate du concours). Deux ans après le procès contre le formalisme des plus grands musiciens russes, Chostakovitch — renvoyé de son poste de professeur « pour incompétence » compose son œuvre la plus exigeante de cette époque tourmentée. « Le compositeur a développé sa conception de la manière dont la fugue de Bach pouvait être transposée dans son langage musical personnel. Il commença en l’occurrence par un arrangement presque stylisé (Prélude en ut dièse mineur) pour aboutir en définitive à un chromatisme total, où la tonalité occupe une place marginale et n'est plus qu'affaire de convention (Fugue en ré bémol majeur). »
À la fin du XXe siècle, l'atonalité a réinvesti le contrepoint, mais « la fugue ne parvient que difficilement à s'inscrire dans l'univers sonore atonal », corollaire de la mélodie, cette ancienne discipline n'ayant jamais, comme la fugue, cessé d'être considérée à l'école comme un exercice indispensable à la maîtrise du matériau sonore. Néanmoins, il existe dans le répertoire contemporain quelques exemples de fugue, évoluée voire repensée (fugue rythmique, fugue où la réponse n'est plus à la quinte, etc.), comme dans la pièce d'Olivier Messiaen : Par lui tout a été fait, extraite des Vingt Regards sur l'Enfant-Jésus, certains passages du quatrième mouvement de la Seconde sonate pour piano de Pierre Boulez, ou encore Conlon Nancarrow (Sarabande et Scherzo pour hautbois, basson et piano ; Three Canons for Ursula & Studies) et György Ligeti (Omaggio a Frescobaldi, pour orgue, 1953 ; Requiem, 1965…).
Hors du domaine classique, le principe fugué se retrouve de manière ponctuelle dans différents styles musicaux. Par exemple citons la Fugue For Tinhorns, premier numéro de la comédie musicale Guys and Dolls (1955), Fugueaditty (1946) de Duke Ellington ou la Fuga y Misterio d'Astor Piazzolla. À l'inverse, certains thèmes de musique pop sont utilisés pour des compositions pastichant les fugues anciennes, par exemple la Lady Gaga Fugue de Giovanni Dettori.

## Fugue d'école
La fugue d'école est le nom donné par André Gedalge dans son traité (1901) où il la décrit, pour la distinguer de « la fugue, composition musicale », comme « un exercice de rhétorique musicale, d'une forme arbitraire, conventionnelle et qui, dans la pratique ne trouve pas son application absolue ». Cette fugue d'école est composée de huit éléments clés, énumérés par Gedalge : (1) le sujet, (2) la réponse, (3) un ou plusieurs contre-sujets, (4) l'exposition, (5) la contre-exposition, (6) développements (ou divertissements), (7) strette et (8) grande pédale.
Exemple : la 16e fugue en sol mineur, du premier livre du Clavier bien tempéré est très proche de cette forme archétypale détaillée par Gedalge ; c'est cette forme qui est encore aujourd'hui employée à l'école, dont nous allons présenter les éléments de vocabulaire avant d'en décrire le déroulement.
Une présentation sur la fugue d'école ne saurait passer à côté du constat que font nombre de professeurs à leurs élèves : « Bach n'aurait jamais eu son prix de fugue ». Simplement parce que Bach accumule les irrégularités contrapuntiques, formelles, harmoniques... Luc-André Marcel, nous convie à lire les 24 pages du chapitre « libertés de Bach et divers autres », du traité de Charles Koechlin, où l'auteur montre « la solidité des raisons de Bach lorsqu'il les emploie ».
De même Ralph Kirkpatrick : « si l'on veut trouver une fugue de Bach typique, il faut la faire. Le résultat de cette confection ne sera rien d'autre que la fugue d'école. Elle ressemble à ces modèles construits pour démontrer l'anatomie de l'homme : une image de bois d'une fugue. La diversité, manifestement, ne peut être appréciée qu'en relation avec l'uniformité. »

### «Sujet» ouDux
Ainsi que le disent M. Bitsch, J. Bonfils, J-P. Holstein, « La fugue n'est en fait qu'un procédé de développement contrapuntique basé sur l'emploi généralisé de l'imitation, à partir d'un thème principal ou sujet. » Qu'est-ce donc que le sujet ? Autre chose qu'un thème puisque le mot a été écarté. Quelle est sa fonction ? Être le matériau de base unique au développement d'un morceau contrapuntique. Comme en son sens commun, le mot sujet dit bien l'individualité qu'il est : unique et singulier. Changer une note — donc changer les intervalles et leurs relations — c'est changer de sujet et l'œuvre ne peut se dérouler à l'identique, parlant d'autre chose.
Le sujet est une brève mélodie ; et la fugue « des échos répétés du même thème à différents degrés »,. Ainsi le sujet (ou dux, c'est-à-dire conducteur) est exposé à nu généralement, puis la « réponse » (ou comes c'est-à-dire accompagnateur), sonne en écho émis par une autre voix proche, à un autre degré.
Un sujet peut être très court. En quatre notes dans la fugue en ut-dièse mineur du Clavier bien tempéré :
Voici deux exemples de sujets de fugue, plus longs, qui mettent en évidence leur axe tonal particulier. Le premier est dit clos, l'autre ouvert. D'autres sujets présentent un schéma en plusieurs temps : tonique → tonique → dominante (le thème est clos puis ouvert) ; tonique → dominante → tonique → tonique (thème ouvert puis clos). Ce qui est important, c'est la perception du sujet en tant qu'entité globale, orientée tonalement et porteuse du devenir de l'œuvre.
Exemple : le sujet de la fugue de la Toccata et fugue en ré mineur, BWV 538 (1732) de Bach improprement surnommée « Dorienne ». Sujet clos.
Gilles Cantagrel décrit le sujet : « Parfaitement accompli dans son profil mélodique, sa chute équilibrant harmonieusement son élévation depuis un point de symétrie situé exactement en son centre, refermé sur lui-même, ce sujet compte sept mesures et use des sept notes de la gamme diatonique. L'ascension se fait en trois bonds de quarte, avant que la désinence ne parcoure la gamme diatonique ».
Exemple : le sujet de la fugue de la Toccata, adagio et fugue en ut mineur, BWV 564 (1730) de Bach. Sujet ouvert.

### «Réponse» ouComes
Alors que le sujet poursuit sa route en mêlant sa voix devenue « contre-sujet », une autre partie fait une imitation : c'est la réponse. Elle se fait à un autre degré : généralement la dominante, à la quinte supérieure ou quarte inférieure. Il y a deux types de réponses, dépendant de la transposition. Une réponse réelle qui transpose strictement le sujet, conservant les intervalles identiques :
... ou bien une « réponse tonale » avec de légères modifications :
Cette modification tonale s'appelle mutation. Elle est due à des raisons harmoniques, pour conserver la même tonalité malgré le décalage de degré de la réponse. La règle de mutation se formule ainsi : si le « dux » fait mouvement vers la dominante, le « comes » le fait vers la tonique. Une autre règle veut que si le sujet commence sur la quinte du ton principal, le « comes » doit commencer par la tonique — comme la fugue en ut mineur du second livre du Clavier bien tempéré :
Dans quelques cas, la réponse se fait au ton de la sous-dominante (quarte supérieure/quinte inférieure) : on parle alors de réponse plagale. C'est le cas de l'Allegro de la première sonate pour violon seul BWV 1001 de Bach, et de la fugue initiale du Quatuor à cordes no 14 de Beethoven.

### «Contre-sujet»
La seconde voix expose la réponse, qui est une répétition en écho du sujet ; cependant que la première voix, qui poursuit sa route, devient un contrepoint de la réponse : c'est le contre-sujet. Cette matière musicale est subordonnée à l'importance du sujet, mais suit le sujet lorsqu'il apparaît dans une autre voix. Ainsi, sujet et contre-sujet doivent fonctionner ensemble et être composés dans un contrepoint plus ou moins invariable et renversable (pouvant être entendu au-dessus ou en dessous). La matière de cette partie est souvent utilisée pour nourrir les parties libres de la fugue et doit être « aussi différente que possible du sujet ».
La partie présentant le sujet et sa réponse s'élargissant à toutes les voix, est appelée exposition. L'ordre des entrées varie : Alto, soprano, basse, ténor ou basse ténor, alto, soprano, ou inversement dans une fugue à quatre voix.
Après l'exposition (chacune des voix a répété en écho le sujet, sa réponse suivie du contre-sujet) il n'y a pas de procédure typée pour le traitement du contre-sujet qui dépend de la volonté du compositeur. En revanche, sa présence est nécessaire dans la fugue d'école. Si non, dans le développement, la présentation peut être incomplète, excluant une ou plusieurs voix. Chaque développement aboutit généralement à une cadence plus ou moins marquée.
Il existe des fugues sans contre-sujet.

### «Développement»
Appelé aussi « divertissements » (en anglais épisodes). Les divertissements s’intercalent entre les présentations du sujet. Ils sont basés sur un ou plusieurs éléments d'imitation de l’exposition (sujet ou contre-sujet) ou sur une autre partie dite « partie ad libitum »,.

### Déroulement
L'analyse des grandes fugues fait apparaître certains éléments récurrents qui se sont cristallisés au XIXe siècle dans une forme de fugue pédagogique. Sa maîtrise est un chemin bien venu dans le savoir-faire musical, puisqu'elle permet d'aborder différentes techniques en un seul exercice.
La fugue commence par l'exposition à une voix d'un thème, dit « sujet », suivi de la « réponse », qui est le sujet répété au ton, soit de la dominante, soit plus rarement de la sous-dominante, par une autre voix. Cette réponse est accompagnée par la première, qui expose alors le contre-sujet, qui est un accompagnement du sujet en contrepoint renversable. Cette caractéristique permet que le sujet et le contre-sujet puissent être placés sans incorrection au-dessus ou en dessous l'un de l'autre. Cette exigence entraîne d'épineuses difficultés d'écriture. La répétition du sujet à la dominante présente au moins deux avantages. Le premier est lié à l'écriture : le passage tonique / dominante est naturel en harmonie classique, et son retour dominante / tonique l'est tout autant. Le second est lié à l'interprétation chorale de la fugue puisque les tessitures des voix basse et ténor d'une part et alto et soprano d'autre part sont approximativement à intervalle de quinte.
Exemple : on retrouve les éléments connus : sujet (ou dux), réponse (ou comes) et le contre-sujet. Premières mesures de la fugue en la mineur, BWV 895b de Jean-Sébastien Bach :
Le premier intervalle du sujet est une quinte descendante (mi–la) alors que ce même intervalle est devenu une quarte descendante (la–mi) dans la réponse. Cette modification d'intervalle, qui n'altère que fort peu l'impression d'identité entre sujet et réponse, s'appelle une mutation. Cet artifice est parfois nécessaire au maintien de la cohérence tonale, afin de rendre plus surprenante une éventuelle modulation ultérieure.
Lorsque les trois ou quatre voix (voire plus, par exemple sept dans la grande messe en ut mineur de Mozart) ont exposé le thème, survient alors, après des « divertissements » prenant généralement la forme de marches harmoniques (lesquels utilisent le plus souvent des fragments du sujet ou du contre-sujet), ce qu'il est convenu d'appeler le développement. Toutes sortes de procédés d'écriture sont alors mis à contribution pour utiliser, voire déformer, le sujet ou le contre-sujet : variations, mutations, ornements, « minorisation » ou « majoration », etc. Cette partie de la fugue permet une plus grande liberté apparente.
Deux procédés d'écriture sont classiquement utilisés pour annoncer la fin de la fugue : la strette et la grande pédale. La strette, ce qui signifie resserrer, consiste à rapprocher les départs du sujet à deux voix ou plus, dans le style du canon. Le sujet se chevauche alors lui-même, révélant qu'il a été écrit en prévision de cet épisode canonique. La grande pédale est une note tenue sur une grande durée. La grande pédale peut se superposer avec une strette ou avec des divertissements. Elle possède un fort pouvoir attracteur tonal alors que des modulations peuvent intervenir, créant des dissonances intéressantes. Bach termine souvent ses fugues par une cadence plagale et, lorsqu'elles sont écrites dans un ton mineur, par une tierce picarde.
Exemple : les dernières mesures de la Fantaisie chromatique et fugue en ré mineur, BWV 903 de Jean-Sébastien Bach. La dernière des trois pédales — sur la dominante (la) des mesures 155–157 — de la section finale ; alors que le sujet, haut perché, est énoncé pour la dernière fois. À noter que la cadence use encore une fois de la tierce picarde :
En général, un seul thème sous-tend toute la composition, assurant l'unité. L'une des grandes difficultés de la fugue est d'obvier à l'impression de monotonie qui pourrait se dégager de la répétition multiple d'un thème. Tout l'art du compositeur est de doser le retour de celui-ci, en d'autres termes de savoir s'arrêter avant de lasser l'auditeur. Ces difficultés ne sont cependant pas spécifiques à la fugue en soi, mais sont celles de la composition en général[réf. souhaitée].
Il existe des fugues comportant plus d'un sujet, que l'on appelle doubles ou triples fugues. C'est le cas de la fugue du Kyrie du Requiem de Mozart. Il s'agit cependant d'un artifice, car ces sujets apparemment nouveaux, exposés seuls (nouvelle exposition) après que sujet et contre-sujet ont été largement utilisés et développés, sont, en réalité, des contre-sujets supplémentaires, écrits en contrepoint renversable à trois (ou quatre) voix, qui viennent ensuite s'intégrer dans la polyphonie déjà formée par les sujets et contre-sujets entendus précédemment.
Exemple : début du Kyrie du Requiem de Mozart : les deux sujets, dont le second est représenté seul à la mesure 33 (dans l'ordre B – T – A – S comme invitation à l'élévation), sont en fait le sujet et le contre-sujet. Le sujet porte les paroles « Kyrie eleison » et sa réponse (ou second sujet) « Christe eleison ». Ici Mozart mêle les deux personnes de la Trinité intimement : le thème inflexible du Père (rythme pointé et saut inférieur de septième diminuée) et le legato au faible ambitus du Fils.
Il va sans dire que la maîtrise du contrepoint renversable à plus de deux voix est indispensable à de telles prouesses. Les exemples dont tout compositeur peut tirer profit se trouvent dans L'Art de la fugue, notamment la célèbre fugue dont l'un des contre-sujet-second sujets est B-A-C-H, dans la notation allemande, soit, si♭-la-do-si :
L'intérêt des fugues doubles ou triples est la composition de structures plus longues, sans divertissement virtuose, de « remplissage » (fussent-ils géniaux)[réf. souhaitée] comme Buxtehude et Bach en donnent maints exemples dans leurs fugues pour orgue, ornées de vastes passages improvisés. La fugue multiple est ainsi une démonstration de science contrapuntique, le Meisterstück (littéralement « pièce de maître ») indispensable de tout compositeur[réf. souhaitée].
« Passée l'exposition, le cours d'une fugue est dans ses détails tout à fait imprévisible ». Ensuite, l'intérêt d'une pièce est dans les subtilités « de construction inventé par le compositeur : en modifiant la durée séparant le sujet de ses imitations, en renversant le sujet, en changeant les intervalles de hauteur auxquelles interviennent les imitations, ou en manipulant autrement le sujet ».

## Organisation rythmique
Ce qui domine dans l'organisation expliquée plus haut est l'évolution tonale de la fugue. Or, elle ne suffit pas à rendre compte de toutes les fugues, par exemple lorsqu'il n'y a ni modulation, ni strette, ni pédale. La proposition qui reste à étudier est l'agencement rythmique.

## Autres types de fugues
Outre les double et triple fugues, il existe d'autres types de fugues.
L'une des plus connues est la fugue miroir. Elle consiste à concevoir une fugue capable de subir un renversement des différentes voix ensembles. La présentation portant le nom de rectus et son image inversus. C'est le cas des (quatre) fugues XVI et XVII de L'Art de la fugue, respectivement à quatre et trois voix. Dans la fugue XVI, les voix extrêmes s'échangent ainsi que les deux voix medium. Pour la fugue XVII à trois voix, la voix de soprano passe à la basse. Chaque voix elle-même est en imitation inverse : chaque intervalle montant devient descendant dans le miroir.
Dans la contre-fugue, la réponse inverse les intervalles du sujet. Exemples dans L'Art de la fugue : contrepoints V, VI, VII et XIV.
La fugue tournante consiste en un dux qui ne revient pas à la tonique, mais poursuit sa route tonale de quinte en quinte. L'exemple le plus magistral étant celui du premier motet de l'opus 74 de Brahms, où la fugue commence en ré mineur, mais se termine en fa-dièse mineur.
La fughetta ou fugette est une fugue de petite dimension.
Un fugato est un passage fugué dans une pièce de plus grande envergure ou une forme d'écriture verticale, comme une symphonie ou une sonate... Le sujet est moins rigoureusement traité et le fugato ne dure que quelques mesures. Outre le finale de la Symphonie Jupiter de Mozart, en comportent également, la 9e de Beethoven, la Fantaisie wanderer de Schubert, la 5e de Bruckner et la 4e de Chostakovitch (point culminant du premier mouvement). Le premier mouvement du Quatuor no 3, op. 22 (1921) de Paul Hindemith est un fugato.

## Instruments utilisés
La fugue peut être exécutée par tout instrument polyphonique, par tout groupe d'instruments monodiques, par tout orchestre et par tout type de chœur. Néanmoins, les fugues les plus connues sont destinées aux instruments à clavier, particulièrement adaptés à l'écriture fuguée, et fournissent un répertoire de choix à l'exécutant, notamment à l'orgue, au clavecin et au piano.
Bach a cependant composé trois fugues pour violon seul, que l'on trouve dans ses Sonates pour violon (BWV 1001, 1003 et 1005), ainsi qu'une fugue pour violoncelle seul dans la seconde partie du prélude de sa cinquième suite pour violoncelle seul. On retrouve ce traitement dans des œuvres pour violoncelle seul de Reger (op. 131) et Benjamin Britten (trois Suites).

## Critiques et commentaires
Henri Dutilleux rapporte, comme évoqué plus haut, que, lorsqu'un compositeur attaque une fugue en cours de développement « c'est qu'il est en bout de souffle ». Il n'est pas le seul à remettre en perspective la position hiérarchique de la forme fuguée. Hector Berlioz donne à plusieurs reprises des textes ou des partitions très ironiques sur la fugue, mais aux dires de Saint-Saëns, il ne connaissait presque rien de l'œuvre de Bach qui recèle les plus hautes et plus admirables œuvres fuguées jamais composées, ne se limitant pas à la forme « scolaire » ou aux climax de l'œuvre, comme l'utilisent les romantiques.

## Fugues célèbres

### Fugues pour orgue
- Jean-Sébastien Bach : Préludes et Fugues, Toccatas et Fugues, Fantaisies et Fugues, Fugues isolées, constituent le summum de l'œuvre pour orgue du compositeur, dont on peut citer la célèbre Toccata et Fugue en ré mineur, BWV 565 et la non moins célèbre Fantaisie et Fugue en sol mineur, BWV 542.
- César Franck : Prélude, Fugue et Variation, op. 18
- Julius Reubke : Sonate pour orgue en do mineur dite « Psaume 94 », depuis la mesure 317
- Marcel Dupré : les 3 préludes et fugues opus 7, les 3 préludes et fugues, opus 36.
- Maurice Duruflé : Prélude et fugue sur le nom d'Alain, Fugue sur le Carillon des heures de Soissons

### Fugues pour claviers et autres instruments ou formations

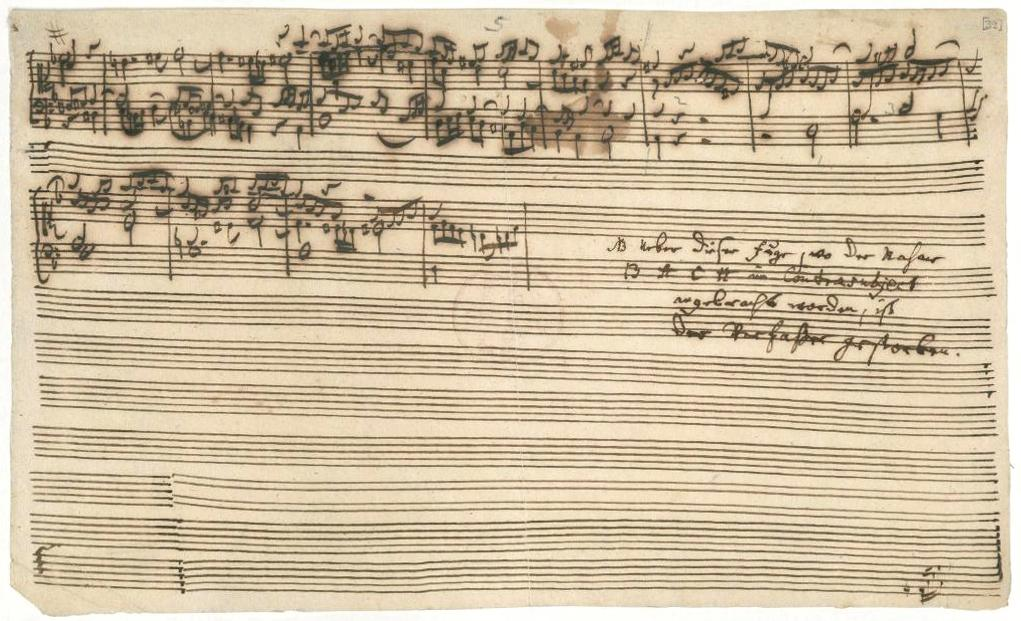
La fugue de Bach "Fuga a 3 Soggetti" jamais terminée.

- Jean-Sébastien Bach : Le Clavier bien tempéré, destiné aux claviers.
- Jean-Sébastien Bach : L'Art de la fugue, destiné à un, ou dans la dernière fugue (supplémentaire), deux claviers.
- Domenico Scarlatti : Sonate en sol mineur K. 30, dite Fugue du chat
- Wolfgang Amadeus Mozart : Fugue en ut majeur  K. 394, pour piano
- Wolfgang Amadeus Mozart : Fugue en ut mineur K 426, pour deux pianos (et sa transcription Quatuor à cordes K 546)
- Ludwig van Beethoven : Grande Fugue op. 133, pour quatuor à cordes.
- Ludwig van Beethoven : Finale de la Sonate pour piano nº 29 « Hammerklavier », op. 106 (« Allegro risoluto »).
- César Franck : Prélude, Choral et Fugue, pour piano.
- Camille Saint-Saëns : 6 Fugues pour piano, op.161
- Béla Bartók : premier mouvement de Musique pour cordes, percussion et célesta.
- Charles Koechlin : Offrande musicale sur le nom de Bach, op. 187 (1946) pour grand orchestre.
- Paul Hindemith : Ludus Tonalis, pour piano.
- Dmitri Chostakovitch : Vingt-quatre préludes et fugues, op. 87 pour piano.

### Fugato notable
- Wolfang Amadeus Mozart : ouverture de La Flûte enchantée.